# Großloge der Liberalen Freimaurer der Türkei
Die Großloge der Liberalen Freimaurer der Türkei (Türkiye Büyük Mahfili Derneği Büyük Locasi) hat 4000 Mitglieder in insgesamt 43 Logen, die sich in 8 Gebäuden in 7 Städten treffen. Die Zuständigkeit der Großloge erfasst die drei Grade der Blauen Johannisfreimaurerei (Lehrling, Geselle, Meister). Für die nachfolgenden Grade des Alten und Angenommenen Schottischen Ritus von 4 bis 33 ist der Hohe Rat (Yüksek Şura) zuständig. Der Hohe Rat hat insgesamt 1.400 Mitglieder. Seit dem Jahr 1991 gibt es auch eine mit Hilfe der Großloge gegründete Liberale Großloge der Frauen, die die einzige ihrer Art in der Türkei ist.

## Geschichte
Die Großloge entstand 1966 nach der Teilung aus der Großloge der Freien und Angenommenen Maurer der Türkei. 1967 erhielt die Großloge von der Großloge Frankreichs ihr erstes und 1989 vom Grand Orient de France ihr zweites Patent. Beide Patente entsprachen der Liberalen Freimaurerei. Ebenfalls beinhalten die Patente keinerlei organisches Band der Verpflichtung oder einer gemeinsamen Organisation. Auch ist die Großloge seit ungefähr 15 Jahren Mitglied der CLIPSAS, der genau 61 liberale Großlogen angehören. Des Weiteren ist sie Mitglied in der Vereinigung der europäischen Freimaurer, der 32 freimaurerische Organisationen angehören.

## Großmeister
- 1966–1969 Orhan Hançerlioğlu
- 1970–1978 Osman Edip Seydi
- 1979–1993 Vedat Yeğinsü
- 1994–1999 Necip Arıduru
- 2000–2004 Murat Özgen Ayfer
- 2004–2008 Hüseyin Özgen
- 2008 Metin Ansen
- 2009–2010 Taylan Vural